# Lemonia strigata
Lemonia strigata är en fjärilsart som beskrevs av Vasily Victorovich Anikin och Vadim Viktorovich Zolotuhin, 2011. Lemonia strigata ingår i släktet Lemonia och familjen fältspinnare, Brahmaeidae. Två underarter finns listade i Catalogue of Life, Lemonia strigata deucalion Anikin & Zolotuhin, 2011 och Lemonia strigata strigata Anikin & Zolotuhin, 2011.